# سوني غوبتا
سوني غوبتا (27 سبتمبر 1988 في الهند - ) هو لاعب كريكت هندي. لعب مع Tamil Nadu cricket team ‏ ودلهي كابيتالز.

## وصلات خارجية
- سوني غوبتا على موقع إي آس بي آن كريك إنفو (الإنجليزية)